# No Fun at All
No Fun at All (часто скорочено NFAA) — шведський поп-панк-гурт. Гурт утворився влітку 1991 року у місті Шиннскаттеберг. Початковий склад гурту: Мікаель Даніельссон (гітара), Генрік Санвіссон (бас-гітара) та Джиммі Олсен (вокал, барабани). Назва гурту походить від кавер-версії пісні «No Fun» The Stooges переспіваної Sex Pistols та назви гурту Sick of It All. Колектив випускає свої альбоми на шведському лейблі Burning Heart Records.

## Історія
У 1993 році, Джиммі Олсен покинув гурт, щоб зосередитись на своєму новому гурті Sober. До No Fun at All приєднались три нові учасники: Інгемар Янссон (вокал), Крістер Йоханссон (гітара) і К'єлл Рамстедт (барабани).
Починаючи з 2004 року, гурт провів декілька концертів, відновивши роботу після довгої перерви. На концерті фестивалю Groezrock No Fun at All оголосили про намір випустити новий альбом восени 2008 року на власному лейблі Beat 'Em Down Records. 19 квітня 2012 року на фестивалі Millencolin гурт оголосив, що скасовує своє шоу на фестивалі через розпуск гурту. Однак, в травні 2013 року гурт оголосив, що поїде в турне по Австралії в листопаді того ж року, разом з Boysetsfire, Off With Their Heads та Jughead's Revenge.
9 березня 2018 року гурт опублікував музичне відео на пісню «Spirit», з нового альбому, у квітні на Bird Attack Records. 13 квітня 2018 року видано альбом «Grit» на лейблі Bird Attack Records.

## Склад гурту

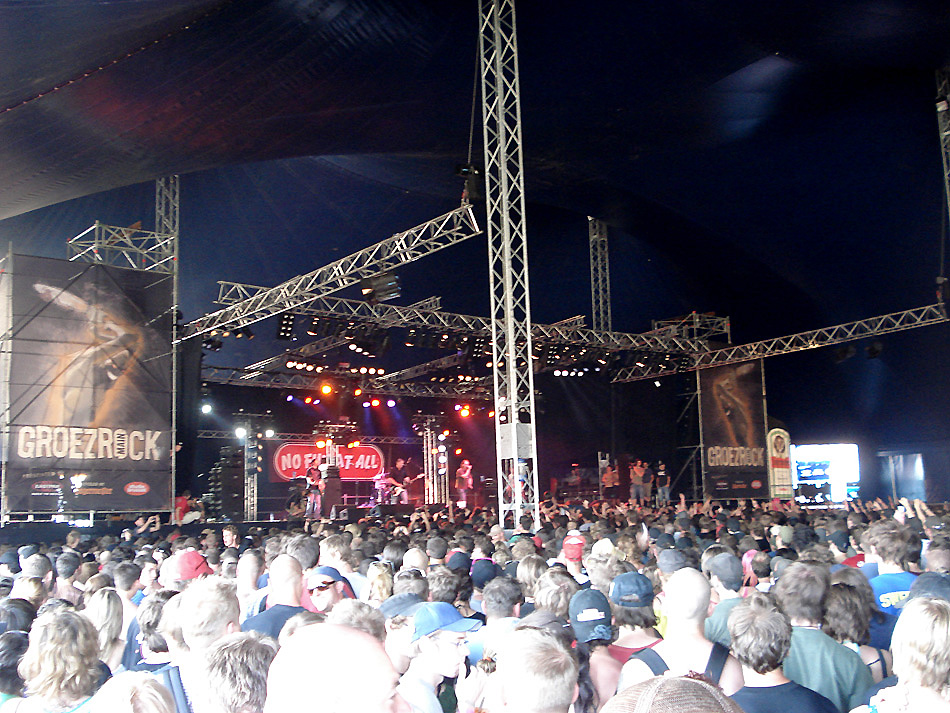
No Fun at All на фестивалі Groezrock, Бельгія, 2008

### Теперішній склад гурту
- Мікаель Даніельссон (Mikael Danielsson) — раніше гітара, зараз бас-гітара
- Інгемар Янссон (Ingemar Jansson) — вокал
- Крістер Йоханссон (Krister Johansson) — гітара
- К'єлл Рамстедт (Kjell Ramstedt) — ударні
- Стефан Нойман (Stefan Neuman) — гітара

### Колишні учасники
- Джиммі Олсен (Jimmie Olsson) — вокал, ударні (1991—1993)
- Генрік Санвіссон (Henrik Sunvisson) — бас-гітара (1991—1999)

## Дискографія

### Студійні альбоми
- 1994 — No Straight Angles
- 1995 — Out of Bounds
- 1997 — The Big Knockover
- 2000 — State of Flow
- 2008 — Low Rider
- 2018 — Grit

### Концертні альбоми
- 1999 — Live in Tokyo

### Міні альбоми
- 1993 — Vision
- 1995 — Stranded
- 1995 — In a Rhyme
- 1997 — And Now for Something Completely Different

### Збірки та Демо
- 1992 — Touchdown (Демо-альбом)
- 1997 — Throw It In
- 1998 — EP's Going Steady
- 2002 — Master Celebrations

### Сингли
- 1997 — Should Have Known
- 2008 — Reckless (I Don't Wanna)